# Hevesi Attila
Hevesi Attila (Budapest, 1941. november 4. –) geográfus, pedagógus.

## Életrajza
Érettségit a I. István Gimnáziumban tett 1959-ben, majd az ELTE Természettudományi Kar földrajz-biológia szakára jelentkezett, ahol 1964-ben földrajz-biológia szakos középiskolai tanárként végzett. 1964 őszétől 1973 tavaszának közepéig a miskolci Földes Ferenc Gimnáziumban földrajz-biológia szakot tanított. Közben 1969-ben "A Bükk hegység édesvízi-mészkő képződményei" című értekezésével egyetemi doktori címet is szerzett. Tanítványai közül kerültek ki többek között Kozák Miklós és Rózsa Péter, a Debreceni Tudományegyetem Ásvány-Földtani Tanszékének vezetői is.
1973-ban Budapestre költözött, ahol az MTA Földrajztudományi Kutatóintézetének munkatársa lett, ahol munkaterülete a Mátra- és a Bükk-vidék lett, de folytatta a hazai földrajztudomány történetének kutatását is. 1986-ban védte meg kandidátusi értekezését "A Bükk hegység felszínfejlődése és karsztja" címen. 1986-1988 között a budapesti Természettudományi Múzeum Közművelődési Osztályának főmunkatársaként dolgozott. Emellett, mivel oktatással való kapcsolata 1973 után sem szűnt meg, óraadóként, vagy fél állásban számos félévet tanított végig a Miskolci Egyetemen, valamint az akkor Ho Shi Minh nevét viselő egri tanárképző főiskola csepeli, majd Kazinczy utcai tagozatán és az ELTE Természettudományi Kar Természetföldrajz Tanszékén is. 1988-ban az akkor Budafokon megalakult 8 osztályos Kempelen Farkas kísérleti gimnáziumban dolgozott. 
1990-től 4 éven keresztül a Miskolci Bölcsész Egyesület elnöknője, Gyárfás Ágnes felkérésére megalapította és vezette az egyesület Földrajz-Környezettan Tanszékét és közben a Kolumbusz Kristóf utazógimnáziumban (Budaörs, Etyek) is tanított. 1993-tól a Miskolci Egyetem újszülött Földrajz-Környezettan Tanszékének félállású docense volt 1995-ig, 1995-től pedig e tanszék lett a fő munkahelye. 2003-ban egyetemi tanárrá nevezték ki, majd 2004-ben "Magyarország aggteleki jellegű karsztjai és jellemzésük" című értekezésével akadémiai doktori fokozatot szerzett.

## Munkássága
Munkássága során bejárta Európát, főként a karsztvidékeket (Bihar, Karszt-hegység, Keleti-Alpok, Morva-karszt, Ardennek, Bolognai-gipszkarszt, Plitvice- és Krka-völgy, Mehádiai-hegység), a távolabbi földrészek közül pedig járt Kirgíziában, Mongóliában, Marokkóban, Egyiptomban, a Fundy-öbölben, a Niagara- és a Szent-Lőrinc torkolatvidékén, Kanadában (Mojave-sivatagban, Halál-völgyben) Kaliforniában (Panamint-hegység) és a Cascade-hegység néhány nagy tűzhányóján, valamint (Lassen, Crater Lake, Hood, illetve St. Helen’s.
Írásainak többsége a Földrajzi Értesítő, a Földrajzi Közlemények és a Karszt és Barlang című folyóiratban, valamint a Földtani Közlönyben és különböző tudományos rendezvények kiadványaiban jelent meg.
Szerkesztője és egyik írója volt a Bükk útikönyv 1977-es kiadásának és Kocsis Károllyal a Magyar-szlovák határvidék földrajza című munkának. Összeállítója és írója a Természetföldrajzi Kislexikonnak, és szerzője a Magyarország földje, kitekintéssel a Kárpát-medencére című könyv három földrajzi fejezetének is. Szerkesztette az MKBT Műsorfüzetet 1995-től 1997-ig, az MKBT Tájékoztatót 1998-tól 1999-ig.

## Kutatási tevékenysége
- Felszínalaktan, különös tekintettel a karsztokra és tűzhányó-vidékekre.
- Tájföldrajz, különös tekintettel a Kárpátok és Kárpát-medence tájtagolódásra, illetve az Észak-magyarországi középhegység (Mátraerdő) és Észak-Amerika természetföldrajzára.
- A magyarországi földrajztudomány történek kutatása.
- Földrajztanítás módszertana.

## Tudományos fokozatok
- egyetemi doktor, ELTE (1969)
- a földrajztudomány kandidátusa, MTA (1987)
- habilitáció, ELTE (2002)
- akadémiai doktor, MTA (2004)

## Tagságai szakmai szervezetekben
1986-tól tagja a Magyarhoni Földtani Társulatnak. 1996-tól tagja a Magyar Földrajzi Társaságnak és a Magyar Karszt- és Barlangkutató Társulatnak, amelynek 1995-től 1999-ig elnöke volt. 2000-től elnöke a Magyar Földrajzi Társaság Borsodi (Miskolci) Osztályának.

## Elismerései
- Kadić Ottokár-érem (1989)
- Lóczy Lajos-emlékérem (2006)
- Miskolc díszpolgára (2020)
- A Magyar Érdemrend lovagkeresztje – polgári tagozat (2023)